# Pseudoplexaura flagellosa
Pseudoplexaura flagellosa is een zachte koraalsoort uit de familie Plexauridae. De koraalsoort komt uit het geslacht Pseudoplexaura. Pseudoplexaura flagellosa werd in 1772 voor het eerst wetenschappelijk beschreven door Houttuyn. 